# موشيه رودولف بلوخ
موشيه رودولف (رودي) بلوخ (بالعبرية: משה רודולף בלוך‏) (2 أغسطس 1902 - 1985) عالم إسرائيلي.
في عام 1966 حصل على جائزة إسرائيل في علوم الحياة. 

## سيرة شخصية
ولد في عام 1902 في مدينة أوستي ناد لابيم، (التي تقع حاليا في جمهورية التشيك) وكانت حينها تقع في بوهيميا، ثم دخلت في تبعية الإمبراطورية النمساوية المجرية.
حصل على درجة الدكتوراه من جامعة برن. وفي عام 1926، أصبح رئيس قسم علم المعادن بالأشعة السينية في الكلية التقنية في كارلسروه بألمانيا. تضمنت أنشطته العمل على التنوي البلوري وتكنولوجيا التبريد، وتجارب حول منع التبريد الفائق للمياه.
وفي إسرائيل، كان بلوخ مسؤولاً عن البحث وتطوير عمليات ومنتجات الطاقة الشمسية التي يتم الحصول عليها من البحر الميت، وأصبح رئيسًا لمعهد بحوث صحراء النقب. وأصبح بارزًا جدًا في مجال الطاقة الشمسية الإسرائيلية.

## الجوائز والتكريم
- في عام 1966، مُنح بلوخ جائزة إسرائيل في علوم الحياة. [2]
- في عام 1966، حصل أيضًا على جائزة معهد وايزمان للعلوم.
- شغل مناصب فخرية في العديد من المعاهد العلمية والأكاديمية في إسرائيل.

## المنشورات
- مرآة الملح والتكوين البترولي